# Saison 5 de Cobra Kai
Chronologie
Saison 4 Saison 6
Cet article présente le guide des épisodes de la cinquième saison de la série télévisée américaine Cobra Kai.

## Synopsis
Johnny Lawrence a désormais la cinquantaine et est à la dérive. Il vit désormais dans le quartier de Reseda, bien loin du luxe d'Encino où il vivait avec son beau-père tyrannique, Sid Weinberg. Johnny a eu un fils, Robby, avec Shannon Keene, sa compagne de l'époque. Mais il les a tous les deux abandonnés le jour de la naissance, qui coïncide avec celui de la mort de sa mère, Laura.
Après avoir perdu son emploi, Johnny va tenter de rouvrir le dojo de karaté Cobra Kai. Ce faisant, il ravive sa rivalité avec Daniel LaRusso, qui de son côté a réussi dans les affaires, mais lutte pour maintenir l'équilibre dans sa vie en l'absence des conseils de son mentor, M. Miyagi. Daniel est marié à Amanda avec laquelle il a deux enfants : Samantha et Anthony.
Les deux hommes font face aux démons du passé et aux frustrations du présent de la seule façon qu'ils connaissent : le karaté.

## Résumé de la saison
Après les surprenants résultats du tournoi All Valley, Terry Silver étend l’empire Cobra Kai et essaie de faire de son style "No Mercy" le seul jeu en ville. Avec Kreese derrière les barreaux et Johnny Lawrence mettant le karaté de côté pour se concentrer sur la réparation des dommages qu’il a causés, Daniel LaRusso doit faire appel à un vieil ami pour obtenir de l’aide...

## Distribution

### Acteurs principaux
- Ralph Macchio (VF : Maurice Decoster) : Daniel LaRusso
- William Zabka (VF : Alexis Victor) : Johnny Lawrence
- Courtney Henggeler (VF : Audrey Sourdive) : Amanda LaRusso
- Xolo Maridueña (VF : Damien Zanoly) : Miguel Diaz
- Tanner Buchanan (VF : Jim Redler) : Robby Keene
- Mary Mouser (VF : Camille Timmerman) : Samantha LaRusso
- Jacob Bertrand (VF : Baptiste Mège) : Eli « Hawk » Moskowitz
- Peyton Roi List (VF : Olivia Luccioni) :  Tory Nichols
- Vanessa Rubio  (VF : Sophie Riffont) : Carmen Diaz
- Thomas Ian Griffith (VF : Philippe Vincent) : Terry Silver
- Martin Kove (VF : Patrice Keller) : John Kreese
- Dallas Dupree Young (en) (VF : Enzo Ratsito) : Kenny Payne

### Acteurs récurrents
- Gianni Decenzo (VF : Tom Trouffier) : Demetri Alexopoulos
- Owen Morgan (VF : Jean-Cyprien Chenberg) : Bert
- Aedin Mincks (VF : Gabriel Bismuth-Bienaimé) : Mitch
- Khalil Everage (en) (VF : Baptiste Marc) : Chris
- Nathaniel Oh : Nathaniel
- Joe Seo (VF : Julien Crampon) : Kyler Park
- Griffin Santopietro (VF : Kylian Trouillard) : Anthony LaRusso
- Oona O'Brien (VF : Lou Lévy) : Devon Lee
- Alicia Hannah-Kim (VF : Armelle Gallaud) : Kim Da-Eun
- Yuji Okumoto (VF : Adrien Larmande) : Chozen Toguchi
- Paul Walter Hauser (VF : Christophe Lemoine) : Raymond « la Rascasse » Porter

### Invités
- Luis Roberto Guzmán : Hector Salazar
- Elvia Hill : Maria
- Sean Kanan (VF : Thierry Ragueneau) : Mike Barnes
- Robyn Lively : Jessica Andrews
- Bret Ernst (VF : Erwan Tostain) : Louie LaRusso Jr.
- Dan Ahdoot (VF : Stéphane Pouplard) : Anoush Norouzi
- Hannah Kepple (VF : Clara Soares) : Moon
- Annalisa Cochrane (VF : Joséphine Ropion) : Yasmine
- Rose Bianco : Rosa Diaz
- Diora Baird (VF : Stéphanie Lafforgue) : Shannon Keene
- Terry Serpico : Capitaine Turner
- Josh Lawson : Owen
- Sunny Mabrey : Lizzie-Ann
- Julia Macchio : Vanessa LaRusso
- EJ Sanchez : Luis
- Nick Marini : Silver jeune
- Barrett Carnahan : Kreese jeune
- Sarah Anne : Kim Da-eun jeune
- Don L. Lee : Kim Sun-yung
- Daniel Sarcos : Ring Announcer
- Jaden Ponce : Zeke

## Liste des épisodes
1. Loin de la maison (Long, Long Way Home)
2. Taupe et sombreros (Molé)
3. Un jeu dangereux (Playing with Fire)
4. Terrain glissant (Downward Spiral)
5. Les grands moyens (Extreme Measures)
6. Ouroboros (Ouroboros)
7. On ne fait pas d'omelette... (Bad Eggs)
8. Taikai (Taikai)
9. Survie (Survivors)
10. La tête du serpent (Head of the Snake)

## Production

### Développement
En août 2021, avant la première de la quatrième saison, la série a été renouvelée pour une cinquième saison.

### Casting
Tous les acteurs principaux de la saison précédente sont revenus pour la cinquième, avec Gianni DeCenzo étant désormais crédité comme une "apparition spéciale". Sean Kanan et Robyn Lively ont joué respectivement le rôle de Mike Barnes et Jessica Andrews, reprenant leurs rôles de Karaté Kid 3,. En plus du retour de Kanan et Lively, Alicia Hannah-Kim a rejoint le casting dans le rôle de Kim Da-eun. Dallas Dupree Young, qui incarne Kenny Payne, a été promu à un rôle régulier dans la série après une apparition au cours de la quatrième saison.

### Tournage
Le tournage de la cinquième saison a débuté en septembre 2021 et s'est terminé en décembre. Comme les saisons précédentes, les scènes ont été tournées à Atlanta, Marietta (Géorgie) et Los Angeles. Les scènes au Mexique ont été tournées à Porto Rico sur un bloc de tournage de deux jours, tout comme le bloc de tournage de deux jours d'Okinawa et du Tokyo Metropolitan Government Building à Tokyo pour la troisième saison.

### Musique
La musique utilisée au cours de la saison a principalement mis en évidence les musiques des années 1980. Les artistes présentés comprenaient Billy Idol, Jon Bon Jovi et Van Halen. D'autres chansons telles que "Eye of the Tiger" de Survivor et "You Spin Me Round (Like a Record)" de Dead or Alive" ont également été utilisées,.

#### Albums
Leo Birenberg et Zach Robinson sont de nouveau revenus composer pour la saison. Madison Gate Records a sorti deux albums numériques le 16 septembre 2022. La-La Land Records a distribué des versions physiques des CD contenant 13 titres supplémentaires sur les deux volumes. Un single du premier volume, "Once Upon a Time in the Valley", est sorti un mois plus tôt, le 19 août. Matt Ryan Tobin a conçu la pochette des albums.

##### Volume 1
Toute la musique est composée par Leo Birenberg & Zach Robinson.
| 1.    | Once Upon a Time in the Valley    | 2:53 |
| 2.    | Ceuta, Mexico                     | 2:48 |
| 3.    | Gasoline                          | 1:34 |
| 4.    | The Legend of Master Kin Sun-Yung | 2:25 |
| 5.    | Welcome to Cobra Kai              | 1:45 |
| 6.    | A Coward's Shortcut               | 1:28 |
| 7.    | Enchilados                        | 2:05 |
| 8.    | Serenade for Silver               | 3:23 |
| 9.    | White Lightning                   | 1:14 |
| 10.   | Karii                             | 1:54 |
| 11.   | Sensei Joe                        | 2:03 |
| 12.   | Karate's Bad Boy                  | 2:16 |
| 13.   | Cleanin' for the Boys             | 3:01 |
| 14.   | Sensory Deprivation               | 2:28 |
| 15.   | Pulpo                             | 3:14 |
| 16.   | Won't Back Down                   | 1:05 |
| 17.   | Race                              | 1:32 |
| 18.   | Steiner Family Reunion            | 0:49 |
| 19.   | Helping Friend                    | 1:23 |
| 20.   | Sworn Enemies                     | 3:12 |
| 21.   | Actions Have Consequences         | 4:57 |
| 22.   | Take the Stick                    | 2:10 |
| 23.   | Ghosts of Kreesemas Past          | 3:10 |
| 24.   | The Eagle and the Lion            | 1:30 |
| 25.   | Wake and Snake                    | 1:45 |
| 26.   | Miyagi's Room                     | 2:34 |
| 27.   | All of Us                         | 2:11 |
| 61:04 |                                   |      |

| 1. | Miguel in Mexico | 1:14 |
| 2. | Silver's Legacy  | 2:24 |
| 3. | Slither In       | 1:27 |
| 4. | Techtown         | 1:16 |
| 5. | Bonsai Auction   | 1:12 |
| 6. | Enough is Enough | 1:04 |
| 7. | Master Toguchi   | 3:37 |
| 8. | Military Unit    | 1:45 |
| 9. | Kim Fights       | 1:50 |

##### Volume 2
Toute la musique est composée par Leo Birenberg & Zach Robinson, sauf indication contraire.
| 1.    | Strike First (Extended) | 2:07 |
| 2.    | Terry Silver's Karate | 1:47 |
| 3.    | Pain Does Not Exist | 1:29 |
| 4.    | Silence of the Senseis | 1:28 |
| 5.    | Adapt or Extinct | 1:38 |
| 6.    | Globo Kai | 1:35 |
| 7.    | Yanbaru Kuina | 2:17 |
| 8.    | Direct Competition | 1:07 |
| 9.    | Silver Bullet | 1:25 |
| 10.   | First to Three | 1:01 |
| 11.   | World of Payne | 2:51 |
| 12.   | The Better Fighter | 3:39 |
| 13.   | Reached an Agreement | 1:33 |
| 14.   | Dungeons and Dojos | 0:53 |
| 15.   | Stone Dummy | 2:45 |
| 16.   | Proud and Noble Warrior | 3:04 |
| 17.   | You Ruined My Life | 2:37 |
| 18.   | Head of Snake | 1:54 |
| 19.   | Stranded | 1:02 |
| 20.   | Cobra Hack | 0:43 |
| 21.   | Two Fronts | 0:42 |
| 22.   | Cobra from the Future | 0:59 |
| 23.   | Sins of the Serpent | 2:16 |
| 24.   | Stingrays See Better in the Dark | 1:05 |
| 25.   | The Fifth Battle of Kawanakajima | 5:10 |
| 26.   | Finish Him | 3:14 |
| 27.   | Valley Carnage | 1:00 |
| 28.   | Protect the Egg | 2:24 |
| 29.   | Upload Finished | 1:10 |
| 30.   | Life Isn't a Fairy Tale, It's a Competition                                                                                              | 2:37 |
| 31.   | The Tree Will Survive | 2:28 |
| 32.   | Flesh Wound | 4:59 |
| 33.   | My Way (Composé par Claude François, Gilles Thibaut, Jacques Revaux, Paul Anka; interprété par Anka; produit par Birenberg and Robinson) | 4:24 |
| 71:44 | |      |

| 1. | Leaders and Followers | 0:59 |
| 2. | Chozen's Love         | 1:32 |
| 3. | Central Server        | 0:57 |
| 4. | Jello                 | 1:12 |